# W samo popołudnie
W samo popołudnie – koncertowe DVD Kabaretu Ani Mru Mru i Kabaretu Moralnego Niepokoju. Występ był stylizowany na Dziki Zachód. 

## Lista utworów
1. Opowieść grabarza
2. Ballada o pojedynku
3. Skok na dyliżans
4. Opowieść grabarza II
5. Szkoła rodzenia
6. Wizyta w szpitalu
7. Opowieść grabarza III
8. Wizyta księdza
9. Diabeł i anioł
10. Opowieść grabarza IV
11. Szkoła
12. Opowieść grabarza V
13. Ballada o Zygmuncie i Zofii
14. Opowieść grabarza VI
15. Prezent imieninowy
16. Opowieść grabarza VII
17. Irlandia
18. Na budowie
19. Sporty ekstremalne
20. Opowieść grabarza VIII
21. Inwazja
22. Opowieść grabarza IX
23. Krasnoludki
24. Opowieść grabarza X
25. Giełda pracy
26. Opowieść grabarza XI
27. Test na pracę
28. Pojedynek kabaretów
29. Fred story
30. Cześć, słuchajcie!